# Campionato mondiale di Formula 1 1989
Il campionato mondiale di Formula 1 1989 organizzato dalla FIA è stato, nella storia della categoria, il 40° ad assegnare il Titolo Piloti e il 32° ad assegnare quello Costruttori. Il primo fu vinto dal francese Alain Prost, campione del mondo per la terza volta in carriera, mentre il secondo fu conquistato dalla McLaren.

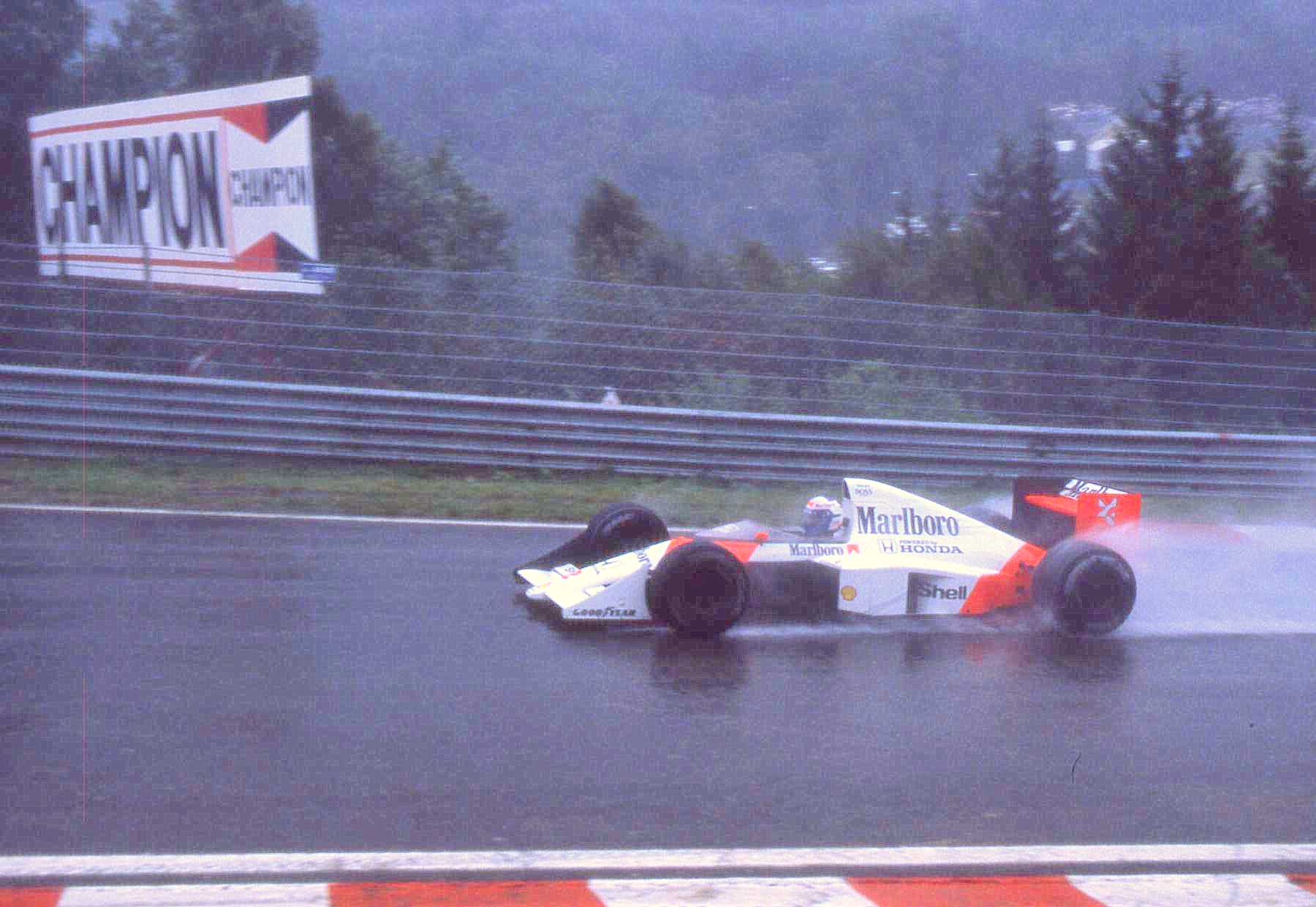
Alain Prost si aggiudica il titolo piloti per la terza volta.

## La pre-stagione

### Calendario
Le tappe della stagione 1989 rimasero le stesse dell'anno prima, e sostanzialmente nelle stesse posizioni: l'unica novità riguardò il Gran Premio degli Stati Uniti che abbandonò la sede di Detroit dopo 7 anni, per trasferirsi sul nuovo tracciato, anch'esso cittadino, di Phoenix in Arizona; la gara statunitense si scambiò inoltre di posto col Gran Premio del Canada.
| Gara | Nome ufficiale del Gran Premio        | Circuito                         | Sede                 | Data         | Ora    | Ora   | Ora   | Diretta TV             |
| Gara | Nome ufficiale del Gran Premio        | Circuito                         | Sede                 | Data         | Locale | UTC   | ITA   | Diretta TV             |
| ---- | ------------------------------------- | -------------------------------- | -------------------- | ------------ | ------ | ----- | ----- | ---------------------- |
| 1    | Grande Prêmio do Brasil               | Circuito di Jacarepaguá          | Rio de Janeiro       | 26 marzo     | 13:00  | 16:00 | 17:00 | Rai 2 / Telemontecarlo |
| 2    | Gran Premio Kronenbourg di San Marino | Autodromo Dino Ferrari           | Imola                | 23 aprile    | 14:30  | 13:30 | 14:30 | Rai 2 / Telemontecarlo |
| 3    | Grand Prix de Monaco                  | Circuito di Monte Carlo          | Monaco               | 7 maggio     | 15:30  | 14:30 | 15:30 | Rai 2 / Telemontecarlo |
| 4    | Gran Premio de México                 | Autodromo Hermanos Rodríguez     | Città del Messico    | 28 maggio    | 13:30  | 19:30 | 20:30 | Rai 2 / Telemontecarlo |
| 5    | Iceberg United States Grand Prix      | Circuito di Phoenix              | Phoenix              | 4 giugno     | 13:40  | 20:40 | 21:40 | Rai 2 / Telemontecarlo |
| 6    | Grand Prix Molson du Canada           | Circuit Gilles Villeneuve        | Montréal             | 18 giugno    | 12:00  | 16:00 | 17:00 | Rai 2 / Telemontecarlo |
| 7    | Rhône-Poulenc Grand Prix de France    | Circuito Paul Ricard             | Le Castellet         | 9 luglio     | 14:45  | 13:45 | 14:45 | Rai 2 / Telemontecarlo |
| 8    | Shell British Grand Prix              | Circuito di Silverstone          | Silverstone          | 16 luglio    | 14:30  | 14:30 | 15:30 | Rai 2 / Telemontecarlo |
| 9    | Großer Mobil 1 Preis von Deutschland  | Hockenheimring                   | Hockenheim           | 30 luglio    | 14:30  | 13:30 | 14:30 | Rai 2 / Telemontecarlo |
| 10   | Pop 84 Magyar Nagydíj                 | Hungaroring                      | Mogyoród             | 13 agosto    | 14:30  | 13:30 | 14:30 | Rai 2 / Telemontecarlo |
| 11   | Champion Grand Prix de Belgique       | Circuito di Spa-Francorchamps    | Francorchamps        | 27 agosto    | 14:30  | 13:30 | 14:30 | Rai 2 / Telemontecarlo |
| 12   | Coca-Cola Gran Premio d'Italia        | Autodromo nazionale di Monza     | Monza                | 10 settembre | 15:00  | 14:00 | 15:00 | Rai 2 / Telemontecarlo |
| 13   | Grande Prémio de Portugal             | Circuito di Estoril              | Cascais              | 24 settembre | 14:30  | 14:30 | 15:30 | Rai 2 / Telemontecarlo |
| 14   | Gran Premio Tio Pepe de España        | Circuito di Jerez de la Frontera | Jerez de la Frontera | 1º ottobre   | 14:30  | 13:30 | 14:30 | Rai 2 / Telemontecarlo |
| 15   | Fuji Television Japanese Grand Prix   | Circuito di Suzuka               | Suzuka               | 22 ottobre   | 13:00  | 4:00  | 5:00  | Rai 2 / Telemontecarlo |
| 16   | Foster's Australian Grand Prix        | Circuito di Adelaide             | Adelaide             | 5 novembre   | 14:00  | 3:30  | 4:30  | Rai 2 / Telemontecarlo |

## Cambiamenti rispetto al 1988

### Cambiamenti regolamentari
- Il cambiamento più importante riguardò i motori: come già annunciato al termine della stagione 1986, i propulsori turbo furono banditi e tutti i concorrenti dovettero competere con motori aspirati, la cui cilindrata massima era fissata in 3500 cm³ e il numero di cilindri massimo pari a 12.
- Le prequalifiche, rese necessarie dall'alto numero di concorrenti iscritti al mondiale (39), furono spostate ad una sessione di un'ora il venerdì mattina, dalle otto alle nove; dei tredici piloti partecipanti alle prequalifiche, solo i quattro più veloci avevano accesso alle qualifiche vere e proprie. Questo primo scoglio era riservato, per la prima parte della stagione, ai piloti le cui scuderie avevano fatto il loro esordio in Formula 1 (Brabham, Onyx e, per la seconda vettura, Rial, AGS, Coloni e Scuderia Italia) o avevano fatto segnare i risultati peggiori nella seconda metà del 1988 (Zakspeed, Osella ed EuroBrun). Da metà stagione in poi, questi team sarebbero stati sostituiti con quelli che avessero fatto segnare i risultati peggiori nella prima parte del campionato.
- Furono eliminati i limiti di consumo, imposti ai motori turbo nelle annate precedenti.

### Novità tecniche
- Il divieto di utilizzare i motori turbo portò a un grande sviluppo di quelli aspirati; in particolare, Honda e Renault introdussero degli inediti motori V10, mai utilizzati prima per il timore delle vibrazioni e delle sollecitazioni cui erano sottoposti. Questa soluzione fu conseguenza del minor spazio disponibile nel vano motore a causa dell'arretramento degli abitacoli previsto dal nuovo regolamento, in modo da trovare una via di mezzo tra i vantaggi dimensionali del V8 e la maggiore potenza dei V12.
- La Ferrari introdusse, nell'innovativo modello 640 progettato da John Barnard, il primo cambio semi-automatico nella storia della Formula 1, grazie al quale l'innesto delle marce, che avveniva attraverso due levette poste dietro al volante, era molto più rapido rispetto a quello di un cambio tradizionale.

### Scuderie
- La Brabham, dopo aver saltato la stagione 1988 in seguito al passaggio di proprietà da Bernie Ecclestone a un imprenditore svizzero, tornò a schierare le proprie vetture; fece il suo ingresso in Formula 1 anche una nuova scuderia, la Onyx, fondata da Mike Earle e sostenuta economicamente dall'imprenditore belga Jean Pierre Van Rossem. Invece ritirò l'iscrizione la nuova scuderia FIRST Racing, gestita da Lamberto Leoni e presente nel campionato di F3000, che avrebbe corso con motori Judd e Gabriele Tarquini al volante.

### Motori
- La Honda smise di fornire i propri motori alla Lotus, concentrandosi esclusivamente sulla McLaren. La casa giapponese progettò un inedito V10.
- La Renault tornò in Formula 1 come fornitrice di motori, progettando un nuovo V10 in esclusiva per la Williams.
- La Judd, perse Williams e Ligier, fornì in esclusiva alla March il nuovo V8 EV, mentre Lotus, EuroBrun e Brabham furono equipaggiate con il modello CV della stagione precedente.
- La Ligier, l'Osella e la Arrows passarono ai motori Cosworth.
- Fecero il loro ingresso in Formula 1 due nuovi fornitori di motori, la Lamborghini, che progettò un V12 in esclusiva per la Lola-Larrousse, e la Yamaha, che fornì un V8 alla Zakspeed, che aveva abbandonato l'idea di realizzare un propulsore in proprio.

### Piloti
- McLaren, Lotus, Arrows, March e Minardi confermarono i piloti che avevano chiuso la stagione precedente.
- Nigel Mansell passò dalla Williams alla Ferrari, sostituendo Michele Alboreto.
- Thierry Boutsen sostituì Mansell alla Williams, lasciando la Benetton.
- La Benetton confermò Alessandro Nannini, sostituendo Boutsen con il debuttante Johnny Herbert; il giovane inglese, costretto ancora ad inizio stagione ad utilizzare delle stampelle in seguito ad un incidente occorsogli in Formula 3000 durante l'anno precedente, fu rimpiazzato a metà stagione da Emanuele Pirro.
- La Tyrrell ingaggiò Michele Alboreto al fianco di Jonathan Palmer; dissidi finanziari tra il pilota italiano e la scuderia portarono però alla sua sostituzione, dopo appena sei gare, con l'esordiente Jean Alesi. Il giovane pilota francese fu a sua volta costretto a cedere il posto a Herbert in due occasioni.
- La Ligier affiancò all'esperto René Arnoux l'esordiente Olivier Grouillard.
- La Osella passò a schierare due vetture: Nicola Larini, confermato dalla stagione precedente, fu raggiunto da Piercarlo Ghinzani, già pilota per la scuderia italiana dal 1983 al 1986. Fecero lo stesso Scuderia Italia e Coloni; il primo team affiancò Andrea De Cesaris, proveniente dalla Rial, ad Alex Caffi, mentre la seconda sostituì Gabriele Tarquini con Roberto Moreno e Pierre-Henri Raphanel. Quest'ultimo abbandonò la scuderia a sei gare dal termine, venendo sostituito da Enrico Bertaggia.
- Anche l'AGS e la Rial schierarono per la prima volta due monoposto: la prima ingaggiò Joachim Winkelhock al fianco del confermato Philippe Streiff, mentre la seconda sostituì il partente De Cesaris con Christian Danner e Volker Weidler, così non vi fu più nessuna casa costruttrice con un solo pilota. Entrambe le scuderie cambiarono tutti i propri piloti nel corso della stagione: all'AGS Streiff fu vittima di un gravissimo incidente ancora prima del primo Gran Premio della stagione (durante i test privati a Rio), venendo sostituito da Gabriele Tarquini (originalmente iscritto dalla FIRST Racing) dalla seconda gara, mentre Winkelhock fu rimpiazzato da Yannick Dalmas; la Rial, invece, licenziò Weidler a favore di Raphanel, sostituendo poi Danner a tre gare dal termine del campionato con Gregor Foitek e Bertrand Gachot.
- La Brabham mise sotto contratto Stefano Modena e Martin Brundle.
- La Lola-Larrousse confermò Philippe Alliot e Yannick Dalmas, sostituito da Alboreto dopo che quest'ultimo aveva lasciato la Tyrrell.
- La Onyx affidò le proprie monoposto a Stefan Johansson e all'esordiente Bertrand Gachot, sostituito negli ultimi tre Gran Premi da J.J. Lehto.
- La EuroBrun schierò una sola vettura, affidata all'esordiente Gregor Foitek; lo svizzero fu sostituito, a stagione in corso, con il pilota argentino Oscar Larrauri.
- La Zakspeed confermò il tedesco Bernd Schneider, ingaggiando il giapponese Aguri Suzuki anche in virtù del nuovo contratto con la Yamaha per la fornitura dei motori.

### Pneumatici
- Dopo due stagioni di monopolio della Goodyear, la Pirelli tornò in Formula 1; la casa italiana forniva pneumatici ad AGS, Arrows, Benetton, Ferrari, Lola-Larrousse, Ligier, Lotus, March, McLaren, Onyx, Rial, Tyrrell e Williams, mentre Brabham, Coloni, EuroBrun, Dallara-Scuderia Italia, Minardi, Osella e Zakspeed erano equipaggiate con le gomme dell'azienda italiana.

## Scuderie e piloti
| Scuderia                           | Costruttore      | Telaio       | Motore                           | Gomme | Nº | Piloti                | GP              | Collaudatore                                |
| ---------------------------------- | ---------------- | ------------ | -------------------------------- | ----- | -- | --------------------- | --------------- | ------------------------------------------- |
| Honda Marlboro McLaren             | McLaren-Honda    | MP4/5        | Honda RA109A 3.5 V10             | G     | 1  | Ayrton Senna          | Tutti           | Emanuele Pirro                              |
| Honda Marlboro McLaren             | McLaren-Honda    | MP4/5        | Honda RA109A 3.5 V10             | G     | 2  | Alain Prost           | Tutti           | Emanuele Pirro                              |
| Tyrrell Racing Organisation        | Tyrrell-Ford     | 017B 018     | Ford DFR 3.5 V8                  | G     | 3  | Jonathan Palmer       | Tutti           | n/a                                         |
| Tyrrell Racing Organisation        | Tyrrell-Ford     | 017B 018     | Ford DFR 3.5 V8                  | G     | 4  | Michele Alboreto      | 1-6             | n/a                                         |
| Tyrrell Racing Organisation        | Tyrrell-Ford     | 017B 018     | Ford DFR 3.5 V8                  | G     | 4  | Jean Alesi            | 7-10, 12, 14-16 | n/a                                         |
| Tyrrell Racing Organisation        | Tyrrell-Ford     | 017B 018     | Ford DFR 3.5 V8                  | G     | 4  | Johnny Herbert        | 11, 13          | n/a                                         |
| Canon Williams Team                | Williams-Renault | FW12C FW13   | Renault RS1 3.5 V10              | G     | 5  | Thierry Boutsen       | Tutti           | Mark Blundell                               |
| Canon Williams Team                | Williams-Renault | FW12C FW13   | Renault RS1 3.5 V10              | G     | 6  | Riccardo Patrese      | Tutti           | Mark Blundell                               |
| Motor Racing Developments          | Brabham-Judd     | BT58         | Judd EV 3.5 V8                   | P     | 7  | Martin Brundle        | Tutti           | n/a                                         |
| Motor Racing Developments          | Brabham-Judd     | BT58         | Judd EV 3.5 V8                   | P     | 8  | Stefano Modena        | Tutti           | n/a                                         |
| Arrows Grand Prix International    | Arrows-Ford      | A11          | Ford DFR 3.5 V8                  | G     | 9  | Derek Warwick         | 1-6, 8-16       | n/a                                         |
| Arrows Grand Prix International    | Arrows-Ford      | A11          | Ford DFR 3.5 V8                  | G     | 9  | Martin Donnelly       | 7               | n/a                                         |
| Arrows Grand Prix International    | Arrows-Ford      | A11          | Ford DFR 3.5 V8                  | G     | 10 | Eddie Cheever         | Tutti           | n/a                                         |
| Camel Team Lotus                   | Lotus-Judd       | 101          | Judd CV 3.5 V8                   | G     | 11 | Nelson Piquet         | Tutti           | Martin Donnelly                             |
| Camel Team Lotus                   | Lotus-Judd       | 101          | Judd CV 3.5 V8                   | G     | 12 | Satoru Nakajima       | Tutti           | Martin Donnelly                             |
| Leyton House March Racing Team     | March-Judd       | 881 CG 891   | Judd EV 3.5 V8                   | G     | 15 | Maurício Gugelmin     | Tutti           | Bruno Giacomelli                            |
| Leyton House March Racing Team     | March-Judd       | 881 CG 891   | Judd EV 3.5 V8                   | G     | 16 | Ivan Capelli          | Tutti           | Bruno Giacomelli                            |
| Osella Squadra Corse               | Osella-Ford      | FA1M         | Ford DFR 3.5 V8                  | P     | 17 | Nicola Larini         | Tutti           | n/a                                         |
| Osella Squadra Corse               | Osella-Ford      | FA1M         | Ford DFR 3.5 V8                  | P     | 18 | Piercarlo Ghinzani    | Tutti           | n/a                                         |
| Benetton Formula Ltd               | Benetton-Ford    | B188 B189    | Ford DFR 3.5 V8 Ford HBA4 3.5 V8 | G     | 19 | Alessandro Nannini    | Tutti           | Johnny Dumfries Johnny Herbert Gary Brabham |
| Benetton Formula Ltd               | Benetton-Ford    | B188 B189    | Ford DFR 3.5 V8 Ford HBA4 3.5 V8 | G     | 20 | Johnny Herbert        | 1-6             | Johnny Dumfries Johnny Herbert Gary Brabham |
| Benetton Formula Ltd               | Benetton-Ford    | B188 B189    | Ford DFR 3.5 V8 Ford HBA4 3.5 V8 | G     | 20 | Emanuele Pirro        | 7-16            | Johnny Dumfries Johnny Herbert Gary Brabham |
| BMS Scuderia Italia                | Dallara-Ford     | 189          | Ford DFR 3.5 V8                  | P     | 21 | Alex Caffi            | Tutti           | n/a                                         |
| BMS Scuderia Italia                | Dallara-Ford     | 189          | Ford DFR 3.5 V8                  | P     | 22 | Andrea De Cesaris     | Tutti           | n/a                                         |
| Minardi Team SpA                   | Minardi-Ford     | M188B M189   | Ford DFR 3.5 V8                  | P     | 23 | Pierluigi Martini     | 1-14, 16        | Paolo Barilla                               |
| Minardi Team SpA                   | Minardi-Ford     | M188B M189   | Ford DFR 3.5 V8                  | P     | 23 | Paolo Barilla         | 15              | Paolo Barilla                               |
| Minardi Team SpA                   | Minardi-Ford     | M188B M189   | Ford DFR 3.5 V8                  | P     | 24 | Luis Perez Sala       | Tutti           | Paolo Barilla                               |
| Ligier Loto                        | Ligier-Ford      | JS33         | Ford DFR 3.5 V8                  | G     | 25 | René Arnoux           | Tutti           | n/a                                         |
| Ligier Loto                        | Ligier-Ford      | JS33         | Ford DFR 3.5 V8                  | G     | 26 | Olivier Grouillard    | Tutti           | n/a                                         |
| Scuderia Ferrari SpA SEFAC         | Ferrari          | 640          | Ferrari 035/5 3.5 V12            | G     | 27 | Nigel Mansell         | 1-13, 15-16     | Roberto Moreno Gianni Morbidelli JJ Lehto   |
| Scuderia Ferrari SpA SEFAC         | Ferrari          | 640          | Ferrari 035/5 3.5 V12            | G     | 28 | Gerhard Berger        | 1-2, 4-16       | Roberto Moreno Gianni Morbidelli JJ Lehto   |
| Larrousse Calmels Equipe Larrousse | Lola-Lamborghini | LC88B LC89   | Lamborghini 3512 3.5 V12         | G     | 29 | Yannick Dalmas        | 1-6             | n/a                                         |
| Larrousse Calmels Equipe Larrousse | Lola-Lamborghini | LC88B LC89   | Lamborghini 3512 3.5 V12         | G     | 29 | Éric Bernard          | 7-8             | n/a                                         |
| Larrousse Calmels Equipe Larrousse | Lola-Lamborghini | LC88B LC89   | Lamborghini 3512 3.5 V12         | G     | 29 | Michele Alboreto      | 9-16            | n/a                                         |
| Larrousse Calmels Equipe Larrousse | Lola-Lamborghini | LC88B LC89   | Lamborghini 3512 3.5 V12         | G     | 30 | Philippe Alliot       | Tutti           | n/a                                         |
| Coloni SpA                         | Coloni-Ford      | FC188B C3    | Ford DFR 3.5 V8                  | P     | 31 | Roberto Moreno        | Tutti           | n/a                                         |
| Coloni SpA                         | Coloni-Ford      | FC188B C3    | Ford DFR 3.5 V8                  | P     | 32 | Pierre-Henri Raphanel | 1-10            | n/a                                         |
| Coloni SpA                         | Coloni-Ford      | FC188B C3    | Ford DFR 3.5 V8                  | P     | 32 | Enrico Bertaggia      | 11-16           | n/a                                         |
| EuroBrun Racing                    | EuroBrun-Judd    | ER188B ER189 | Judd CV 3.5 V8                   | P     | 33 | Gregor Foitek         | 1-11            | n/a                                         |
| EuroBrun Racing                    | EuroBrun-Judd    | ER188B ER189 | Judd CV 3.5 V8                   | P     | 33 | Oscar Larrauri        | 12-16           | n/a                                         |
| West Zakspeed Racing               | Zakspeed-Yamaha  | 891          | Yamaha OX88 3.5 V8               | P     | 34 | Bernd Schneider       | Tutti           | n/a                                         |
| West Zakspeed Racing               | Zakspeed-Yamaha  | 891          | Yamaha OX88 3.5 V8               | P     | 35 | Aguri Suzuki          | Tutti           | n/a                                         |
| Moneytron Onyx Formula One         | Onyx-Ford        | ORE-1        | Ford DFR 3.5 V8                  | G     | 36 | Stefan Johansson      | Tutti           | n/a                                         |
| Moneytron Onyx Formula One         | Onyx-Ford        | ORE-1        | Ford DFR 3.5 V8                  | G     | 37 | Bertrand Gachot       | 1-12            | n/a                                         |
| Moneytron Onyx Formula One         | Onyx-Ford        | ORE-1        | Ford DFR 3.5 V8                  | G     | 37 | JJ Lehto              | 13-16           | n/a                                         |
| Rial Racing                        | Rial-Ford        | ARC2         | Ford DFR 3.5 V8                  | G     | 38 | Christian Danner      | 1-13            | n/a                                         |
| Rial Racing                        | Rial-Ford        | ARC2         | Ford DFR 3.5 V8                  | G     | 38 | Gregor Foitek         | 14              | n/a                                         |
| Rial Racing                        | Rial-Ford        | ARC2         | Ford DFR 3.5 V8                  | G     | 38 | Bertrand Gachot       | 15-16           | n/a                                         |
| Rial Racing                        | Rial-Ford        | ARC2         | Ford DFR 3.5 V8                  | G     | 39 | Volker Weidler        | 1-10            | n/a                                         |
| Rial Racing                        | Rial-Ford        | ARC2         | Ford DFR 3.5 V8                  | G     | 39 | Pierre-Henri Raphanel | 11-16           | n/a                                         |
| Automobiles Gonfaronaise Sportive  | AGS-Ford         | JH23B JH24   | Ford DFR 3.5 V8                  | G     | 40 | Philippe Streiff      | 1               | n/a                                         |
| Automobiles Gonfaronaise Sportive  | AGS-Ford         | JH23B JH24   | Ford DFR 3.5 V8                  | G     | 40 | Gabriele Tarquini     | 2-16            | n/a                                         |
| Automobiles Gonfaronaise Sportive  | AGS-Ford         | JH23B JH24   | Ford DFR 3.5 V8                  | G     | 41 | Joachim Winkelhock    | 1-7             | n/a                                         |
| Automobiles Gonfaronaise Sportive  | AGS-Ford         | JH23B JH24   | Ford DFR 3.5 V8                  | G     | 41 | Yannick Dalmas        | 8-16            | n/a                                         |

## Riassunto della stagione

### Test pre-campionato
La McLaren, che era stata dominatrice assoluta della stagione precedente (nella quale aveva vinto quindici delle sedici gare in programma), era ancora la favorita per la vittoria del mondiale. Gli avversari principali, Ferrari e Williams non sembravano in grado di tenere il passo del team inglese; in particolare la Ferrari aveva avuto diversi problemi, nei test invernali, con l'innovativa 640 progettata da John Barnard.

### Gran Premio del Brasile
La stagione si aprì immediatamente con un dramma: durante dei test svoltisi poco prima del Gran Premio inaugurale in Brasile, Philippe Streiff ebbe un grave incidente al volante della sua AGS, in seguito al quale riportò danni alla colonna vertebrale, rimanendo paralizzato dalla vita in giù.
Il primo Gran Premio dell'anno riservò immediatamente una sorpresa: Senna dominò le qualifiche, ma fu costretto immediatamente al ritiro in seguito ad un incidente con Berger; rimasero quindi a contendersi la vittoria Patrese, Mansell e Prost. Alla fine la spuntò a sorpresa il pilota della Ferrari, il cui cambio semiautomatico resse fino al termine della gara. Secondo giunse Prost, mentre Gugelmin approfittò dei diversi ritiri davanti a lui per conquistare il suo unico podio in carriera. Chiusero in zona punti il sorprendente debuttante Herbert, Warwick e Nannini.

### Gran Premio di San Marino
Nel Gran Premio di San Marino, ad Imola, le McLaren dominarono invece la scena, con Senna e Prost che monopolizzarono la prima fila dello schieramento, infliggendo pesanti distacchi agli avversari. Tuttavia, in questa occasione la rivalità tra i due esplose in maniera definitiva: la sospensione della gara in seguito al violento incidente di Berger al Tamburello (nel quale l'austriaco riportò delle ustioni alle mani) provocò l'organizzazione di una seconda procedura di partenza; Prost scattò meglio del compagno di squadra, portandosi in testa, ma Senna lo passò poche curve dopo, non rispettando un accordo preso prima del via secondo il quale il pilota che fosse stato al comando all'entrata dalla curva Tosa lo avrebbe mantenuto almeno fino all'uscita dalla curva stessa. A questo punto Senna si involò in prima posizione, con Prost incapace di avvicinarglisi; a fine gara i due si scambiarono accuse reciproche, con Prost che arrivò a minacciare la squadra di non correre il seguente Gran Premio se il brasiliano non si fosse scusato. Sul podio chiuse Nannini, che sfruttò i ritiri di Patrese (per problemi tecnici) e quello di Mansell fermato precauzionalmente dal Direttore della Ferrari Cesare Fiorio (le verifiche dei giorni successivi infatti confermarono che l'uscita di pista di Berger fu causata dal cedimento di un pilone dell'ala anteriore). Conquistarono punti anche Boutsen, Warwick e Palmer.

### Gran Premio di Monaco
Al Gran Premio di Monaco Senna dominò qualifiche e corsa, infliggendo un distacco di un secondo al compagno di squadra sul giro singolo e guidando la gara dall'inizio alla fine, nonostante fosse rallentato da problemi al cambio. Prost si dovette accontentare di un altro secondo posto, il terzo consecutivo dall'inizio della stagione; terzo giunse il sorprendente Modena, alla guida di una Brabham particolarmente a suo agio sullo stretto circuito cittadino. Chiusero la zona punti Caffi, Alboreto e Brundle, mentre Mansell sull'unica Ferrari (Berger era assente per via delle ferite riportate nel Gran Premio precedente) si ritirò per problemi tecnici ed i piloti della Williams furono rallentati da diversi inconvenienti.

### Gran Premio del Messico
Anche in Messico, dove Berger fece il suo ritorno appena un mese dopo il suo incidente di Imola, Senna conquistò la prima posizione, mentre Prost non riuscì a fare meglio del quinto posto; secondo e terzo giunsero Patrese e Alboreto, mentre Tarquini conquistò il primo punto in carriera al volante della sua AGS. Entrambi i piloti della Ferrari furono ancora una volta costretti al ritiro per problemi al cambio. Il Gran Premio degli Stati Uniti, disputato sull'inedito circuito cittadino di Phoenix, fu caratterizzato da un caldo torrido e da un numero impressionante di ritiri, tanto a fine gara furono classificati solo nove piloti, dei quali solamente sei avevano effettivamente tagliato il traguardo. Senna dominò ancora una volta la gara dopo essere partito dalla pole position, ma si dovette ritirare poco dopo la metà gara per problemi elettrici, lasciando così a Prost la prima vittoria stagionale; secondo chiuse Patrese, davanti a Cheever, Danner, Herbert e Boutsen.

### Gran Premio del Canada
Il Gran Premio del Canada vide ancora un dominio della McLaren nelle qualifiche, con Prost capace per la prima volta di battere il compagno di squadra, aggiudicandosi la pole position; la gara fu però caratterizzata da mutevoli condizioni meteorologiche, che la resero particolarmente movimentata. Prost si dovette ritirare dopo appena due giri per un problema alla sospensione della sua McLaren, mentre Senna scivolò indietro dopo aver montato le gomme da asciutto. Il brasiliano rimontò rapidamente dopo aver rimontato pneumatici da bagnato, ma fu tradito dal motore della sua McLaren a tre tornate dal termine; ne approfittò Boutsen, che conquistò la prima vittoria in carriera davanti al compagno di squadra Patrese e a De Cesaris. Chiusero in zona punti Piquet (reduce da un inizio di stagione disastroso a causa della scarsa competitività della Lotus 101), Arnoux e Caffi.

### Gran Premio di Francia e Gran Bretagna
Sia in Francia che nel Gran Premio di Gran Bretagna Senna fu costretto al ritiro per problemi tecnici, mentre Prost concluse entrambe le gare in prima posizione, guadagnando un buon margine in campionato; a Le Castellet il francese concluse davanti a Mansell (al traguardo per la prima volta dal Gran Premio inaugurale), Patrese, Alesi (all'esordio in Formula 1 con la Tyrrell, in sostituzione di Alboreto), Johansson (che portò alla Onyx i primi punti della sua storia) e Grouillard, mentre a Silverstone Prost precedette sul traguardo Mansell, Nannini, Piquet e le due Minardi di Martini e Sala.

### Gran Premio di Germania
Grazie ai risultati ottenuti nella prima parte di stagione, a partire dal Gran Premio di Germania la Brabham e Alex Caffi della Scuderia Italia non dovettero più affrontare le prequalifiche; al loro posto furono costretti a prendere parte a questa sessione le due Lola-Larrousse e Moreno sulla seconda Coloni. Ci furono poi degli importanti cambiamenti nell'organico della Lotus, i cui risultati erano stati largamente al di sotto delle aspettative; il team manager Peter Warr rassegnò le dimissioni e al suo posto la famiglia Chapman scelse Tony Rudd. Il Gran Premio di Germania vide ancora una volta il dominio delle due McLaren-Honda, sia in prova che in gara; questa volta Senna non ebbe problemi meccanici e vinse la gara superando un Prost in crisi col cambio negli ultimi giri, riducendo così il distacco in campionato a diciassette punti. Terzo giunse Mansell, al terzo podio consecutivo; chiusero in zona punti Patrese, Piquet e Warwick.

Ayrton Senna (al centro), appena sceso dalla sua monoposto al termine del vittorioso GP di San Marino, discute animatamente con il compagno di squadra Alain Prost (a sinistra) per via del sorpasso effettuato del brasiliano subito dopo la ripartenza, violando l'accordo siglato in precedenza ai box tra i due: l'episodio, passato alla storia come la "guerra della Tosa", fece divampare l'accesa rivalità tra i due scudieri della McLaren.

### Gran Premio d'Ungheria
In Ungheria, per la prima volta, la McLaren non conquistò la pole position: Patrese riuscì infatti a battere Senna, la cui McLaren non si adattava alla perfezione al tortuoso tracciato magiaro, precedendo il brasiliano di tre decimi. La sorpresa delle qualifiche furono però le prestazioni sempre migliori delle gomme Pirelli, che permisero a Caffi di portare la sua Dallara della Scuderia Italia addirittura al terzo posto in griglia di partenza; gli pneumatici italiani diedero la possibilità anche a Modena e a Martini di entrare tra i primi dieci. In gara, Patrese mantenne la testa della corsa nelle prime fasi, dovendo però gradualmente rallentare per un problema al radiatore, che lo costrinse al ritiro al 54º giro. Rimasero quindi a disputarsi la vittoria Senna e Mansell, quest'ultimo partito in dodicesima posizione; il pilota della Ferrari riuscì a passare il brasiliano al 58º passaggio, approfittando di un'incertezza del rivale in un doppiaggio. Mansell portò quindi alla Ferrari la seconda vittoria stagionale, mentre Senna con il secondo posto ridusse ulteriormente il distacco in classifica mondiale da Prost, solo quarto; terzo era infatti giunto Boutsen. Le gomme della Pirelli non si dimostrarono efficaci in gara e Caffi dovette accontentarsi di un settimo posto, preceduto anche da Cheever e Piquet.

### Gran Premio del Belgio
Nel Gran Premio del Belgio la situazione tornò quella solita, con Senna e Prost nettamente davanti a tutti in qualifica e in lotta tra loro per la vittoria; la gara, caratterizzata da una forte pioggia, fu dominata da Senna, che si portò così a undici lunghezze dal compagno di squadra, secondo al traguardo davanti a Mansell, Boutsen, Nannini e Warwick. Quello belga fu un Gran Premio disastroso per la Lotus, che per la prima volta in trentun'anni di storia vedeva entrambi i propri piloti non qualificati per la gara.

### Gran Premio d'Italia
In Italia la sorte girò nuovamente le spalle a Senna che, dopo aver dominato la corsa dalla pole position, si ritirò a nove tornate dal termine per un guasto al motore, cedendo la vittoria a Prost, che riportava così il proprio vantaggio in campionato a venti punti. Berger, per la prima volta al traguardo, conquistò il secondo posto, precedendo le due Williams di Boutsen e Patrese, la Tyrrell di Alesi e la Brabham di Brundle.

### Gran Premio del Portogallo
La situazione di Senna nella lotta per il Mondiale si fece ancora più difficile nel rocambolesco Gran Premio del Portogallo; il brasiliano, partito dalla pole position, fu superato immediatamente da Berger, perdendo poi anche la seconda posizione a favore di Mansell nel corso dell'ottavo giro. Il pilota inglese superò poi anche il compagno di squadra, ma al cambio gomme mancò la frenata, innestando poi la retromarcia per mettersi nella giusta posizione. Facendo in questo modo Mansell violò il regolamento e al pilota inglese fu esposta la bandiera nera; il pilota inglese, però non vide o non volle vedere né le segnalazioni della direzione gara né quelle che i meccanici della Ferrari gli esponevano dal muretto, continuando imperterrito nella sua corsa. Al 49º passaggio l'inglese tentò un attacco improbabile a Senna e i due vennero a contatto, dovendosi ritirare; il mancato rispetto della bandiera nera costò a Mansell una squalifica per la gara successiva. Berger ottenne invece senza problemi la terza vittoria stagionale per la Ferrari, mentre Prost, grazie al secondo posto, era sempre più vicino alla conquista del terzo titolo mondiale in carriera; terzo giunse Johansson, che portò alla Onyx l'unico podio della sua storia. Chiusero la zona punti Nannini, Martini (rimasto in testa per alcuni giri) e Palmer.

### Gran Premio di Spagna
A questo punto per vincere il mondiale Senna era praticamente costretto a vincere le ultime tre gare in programma; ci riuscì in Spagna, dove dominò la gara dalla partenza alla bandiera a scacchi, precedendo sul traguardo Berger e Prost. In qualifica le gomme della Pirelli si dimostrarono ancora una volta superiori alle rivali Goodyear, tanto da permettere a Martini di conquistare un ottimo quarto posto in griglia alla guida della sua Minardi; in gara, però le coperture italiane non furono all'altezza delle aspettative e Martini si ritirò per un'uscita di pista. A conquistare punti furono quindi Alesi, Patrese e Alliot, che portò il primo punto stagionale alla Lola-Larrousse.

### Gran Premio del Giappone
Lo scontro per il titolo iridato piloti giunse al punto di maggiore tensione al Gran Premio del Giappone: Senna, partito dalla pole position, fu sopravanzato da Prost al via; il francese guadagnò un margine di circa cinque secondi, ma poi il suo rivale cominciò a recuperare terreno, portandoglisi in scia. Al 46º giro Senna tentò un attacco alla chicane triangolo, ma Prost chiuse la traiettoria e i due finirono per agganciarsi, terminando la propria corsa nella via di fuga. Prost, sicuro di aver conquistato il Titolo mondiale, scese dalla vettura, mentre Senna rimase al volante e, con l'aiuto dei commissari, riuscì a ripartire. La sua vettura aveva il musetto danneggiato e il brasiliano dovette tornare ai box per sostituirlo; quando rientrò in pista si trovava alle spalle di Alessandro Nannini, ma rimontò furiosamente e al 50º passaggio lo sopravanzò, conquistando la vittoria. Subito dopo la gara, però, Senna fu squalificato per avere tratto vantaggio dalla spinta dei commissari, rientrando in pista attraverso la via di fuga della chicane anziché percorrendo la medesima; Alain Prost diventò così matematicamente campione del mondo per la terza volta in carriera. La vittoria in gara fu assegnata ad Alessandro Nannini, che colse così la sua prima affermazione in Formula 1; l'italiano precedette sul traguardo Patrese, Boutsen, Piquet, Brundle e Warwick.
La McLaren fece ricorso contro la decisione dei commissari di squalificare Senna, ma questo fu rifiutato; il pilota brasiliano accusò la FIA di aver manipolato l'esito del campionato. Rivoltasi al tribunale di Appello, la scuderia inglese non riuscì a migliorare la situazione del proprio pilota, che anzi fu accusato, nella sentenza del 30 ottobre 1989, di "minacciare la sicurezza degli altri piloti in pista", chiamando in causa anche altri episodi controversi in cui il pilota brasiliano era stato coinvolto nelle ultime due stagioni. Iniziò uno strascico di polemiche tra Senna e il presidente della FISA Jean-Marie Balestre che si sarebbe trascinato per tutto l'inverno, con il pilota brasiliano che a dicembre fu multato di 100.000 dollari e subì anche il ritiro della superlicenza per un certo periodo.

### Gran Premio d'Australia
L'ultimo Gran Premio della stagione, che si disputò il 5 novembre sul Circuito di Adelaide, si svolse quindi in un'atmosfera estremamente tesa; Senna e Prost dominarono come consueto le qualifiche, con il sorprendente Martini che sfruttò la superiorità delle gomme Pirelli da qualifica per portare la sua Minardi al terzo posto sulla griglia di partenza. La gara si svolse sotto una pioggia torrenziale, tanto che fu presa in considerazione l'idea di annullarla; dopo una prima partenza abortita a causa di una collisione multipla, Prost si rifiutò di prendere parte al secondo via, ritornando in albergo. Senna mantenne la testa della corsa fino a quando non tamponò violentemente la Brabham di Brundle, a lui invisibile per via della nube d'acqua che sollevava; la stessa cosa successe a Piquet, che andò a finire contro l'Osella di Ghinzani. Boutsen fu abile nel non commettere neanche un errore e vinse davanti a Nannini e al compagno di squadra Patrese; completarono la zona punti Nakajima, autore anche del giro più veloce, Pirro e Martini.
Il campionato piloti si chiuse quindi con Alain Prost Campione del Mondo per la terza volta in carriera; il francese, all'ultimo anno in McLaren (per la stagione successiva sarebbe passato alla Ferrari), conquistò in tutto 81 punti, che si ridussero a 76 per via della regola degli scarti, e quattro vittorie. Secondo giunse il suo compagno di squadra Ayrton Senna, che ottenne 60 punti e sei vittorie; la McLaren - Honda vinse nettamente il Campionato Costruttori, con 64 lunghezze di vantaggio sulla seconda classificata, la Williams - Renault. Riccardo Patrese conquistò il terzo posto in campionato con 40 punti, davanti a Mansell con 38, Boutsen con 37, Nannini con 32 e Berger con 21; solo ottavo Nelson Piquet, in una stagione estremamente deludente per sé e per la Lotus, solo sesta nel campionato costruttori. Rispetto al 1988 ottennero risultati peggiori Arrows e March; in particolare quest'ultima, nonostante qualche buona prestazione in qualifica, fece segnare solo quattro punti.

## Risultati
| Nº | Gran Premio                   | Circuito                  | Pole position    | Giro veloce       | Pilota vincitore   | Scuderia vincitrice | Resoconto |
| -- | ----------------------------- | ------------------------- | ---------------- | ----------------- | ------------------ | ------------------- | --------- |
| 1  | Gran Premio del Brasile       | Jacarepaguá               | Ayrton Senna     | Riccardo Patrese  | Nigel Mansell      | Ferrari             | Resoconto |
| 2  | Gran Premio di San Marino     | Imola                     | Ayrton Senna     | Alain Prost       | Ayrton Senna       | McLaren-Honda       | Resoconto |
| 3  | Gran Premio di Monaco         | Monaco                    | Ayrton Senna     | Alain Prost       | Ayrton Senna       | McLaren-Honda       | Resoconto |
| 4  | Gran Premio del Messico       | Hermanos Rodríguez        | Ayrton Senna     | Nigel Mansell     | Ayrton Senna       | McLaren-Honda       | Resoconto |
| 5  | Gran Premio degli Stati Uniti | Phoenix                   | Ayrton Senna     | Ayrton Senna      | Alain Prost        | McLaren-Honda       | Resoconto |
| 6  | Gran Premio del Canada        | Circuit Gilles Villeneuve | Alain Prost      | Jonathan Palmer   | Thierry Boutsen    | Williams-Renault    | Resoconto |
| 7  | Gran Premio di Francia        | Paul Ricard               | Alain Prost      | Maurício Gugelmin | Alain Prost        | McLaren-Honda       | Resoconto |
| 8  | Gran Premio di Gran Bretagna  | Silverstone               | Ayrton Senna     | Nigel Mansell     | Alain Prost        | McLaren-Honda       | Resoconto |
| 9  | Gran Premio di Germania       | Hockenheimring            | Ayrton Senna     | Ayrton Senna      | Ayrton Senna       | McLaren-Honda       | Resoconto |
| 10 | Gran Premio d'Ungheria        | Hungaroring               | Riccardo Patrese | Nigel Mansell     | Nigel Mansell      | Ferrari             | Resoconto |
| 11 | Gran Premio del Belgio        | Spa-Francorchamps         | Ayrton Senna     | Alain Prost       | Ayrton Senna       | McLaren-Honda       | Resoconto |
| 12 | Gran Premio d'Italia          | Monza                     | Ayrton Senna     | Alain Prost       | Alain Prost        | McLaren - Honda     | Resoconto |
| 13 | Gran Premio del Portogallo    | Estoril                   | Ayrton Senna     | Gerhard Berger    | Gerhard Berger     | Ferrari             | Resoconto |
| 14 | Gran Premio di Spagna         | Jerez                     | Ayrton Senna     | Ayrton Senna      | Ayrton Senna       | McLaren-Honda       | Resoconto |
| 15 | Gran Premio del Giappone      | Suzuka                    | Ayrton Senna     | Alain Prost       | Alessandro Nannini | Benetton-Ford       | Resoconto |
| 16 | Gran Premio d'Australia       | Adelaide                  | Ayrton Senna     | Satoru Nakajima   | Thierry Boutsen    | Williams-Renault    | Resoconto |

## Classifiche

### Sistema di punteggio
| Posizione | 1ª | 2ª | 3ª | 4ª | 5ª | 6ª |
| Punti     | 9  | 6  | 4  | 3  | 2  | 1  |

### Classifica piloti
| Pos. | Pilota                |     |     |     |     |     |     |     |     |     |     |     |     |     |     |     |     | Punti   |
| ---- | --------------------- | --- | --- | --- | --- | --- | --- | --- | --- | --- | --- | --- | --- | --- | --- | --- | --- | ------- |
| 1    | Alain Prost           | 2   | 2   | 2   | 5   | 1   | Rit | 1   | 1   | 2   | 4   | 2   | 1   | 2   | 3   | Rit | Rit | 76 (81) |
| 2    | Ayrton Senna          | 11  | 1   | 1   | 1   | Rit | 7*  | Rit | Rit | 1   | 2   | 1   | Rit | Rit | 1   | SQ  | Rit | 60      |
| 3    | Riccardo Patrese      | Rit | Rit | 15  | 2   | 2   | 2   | 3   | Rit | 4   | Rit | Rit | 4   | Rit | 5   | 2   | 3   | 40      |
| 4    | Nigel Mansell         | 1   | Rit | Rit | Rit | Rit | SQ  | 2   | 2   | 3   | 1   | 3   | Rit | SQ  | ES  | Rit | Rit | 38      |
| 5    | Thierry Boutsen       | Rit | 4   | 10  | Rit | 6   | 1   | Rit | 10  | Rit | 3   | 4   | 3   | Rit | Rit | 3   | 1   | 37      |
| 6    | Alessandro Nannini    | 6   | 3   | 8   | 4   | Rit | SQ  | Rit | 3   | Rit | Rit | 5   | Rit | 4   | Rit | 1   | 2   | 32      |
| 7    | Gerhard Berger        | Rit | Rit | INF | Rit | Rit | Rit | Rit | Rit | Rit | Rit | Rit | 2   | 1   | 2   | Rit | Rit | 21      |
| 8    | Nelson Piquet         | Rit | Rit | Rit | 11  | Rit | 4   | 8   | 4   | 5   | 6   | NQ  | Rit | Rit | 8   | 4   | Rit | 12      |
| 9    | Jean Alesi            |     |     |     |     |     |     | 4   | Rit | 10  | 9   |     | 5   |     | 4   | Rit | Rit | 8       |
| 10   | Derek Warwick         | 5   | 5   | Rit | Rit | Rit | Rit |     | 9   | 6   | 10  | 6   | Rit | Rit | 9   | 6   | Rit | 7       |
| 11   | Eddie Cheever         | Rit | 9   | 7   | 7   | 3   | Rit | 7   | NQ  | 12* | 5   | Rit | NQ  | Rit | Rit | 8   | Rit | 6       |
| 12   | Stefan Johansson      | NPQ | NPQ | NPQ | Rit | Rit | SQ  | 5   | NPQ | Rit | Rit | 8   | NPQ | 3   | NPQ | NPQ | NPQ | 6       |
| 13   | Michele Alboreto      | 10  | NQ  | 5   | 3   | Rit | Rit |     |     | Rit | Rit | Rit | Rit | 11  | NPQ | NQ  | NPQ | 6       |
| 14   | Johnny Herbert        | 4   | 11  | 14  | 15  | 5   | NQ  |     |     |     |     | Rit |     | NQ  |     |     |     | 5       |
| 15   | Pierluigi Martini     | Rit | Rit | Rit | Rit | Rit | Rit | Rit | 5   | 9   | Rit | 9   | 7   | 5   | Rit |     | 6   | 5       |
| 16   | Maurício Gugelmin     | 3   | Rit | Rit | NQ  | Rit | Rit | NC  | Rit | Rit | Rit | 7   | Rit | 10  | Rit | 7   | 7   | 4       |
| 17   | Andrea De Cesaris     | 13* | 10  | 13  | Rit | 8*  | 3   | NQ  | Rit | 7   | Rit | 11  | Rit | Rit | 7   | 10  | Rit | 4       |
| 18   | Stefano Modena        | Rit | Rit | 3   | 10  | Rit | Rit | Rit | Rit | Rit | 11  | Rit | NQ  | 14  | Rit | Rit | 8   | 4       |
| 19   | Martin Brundle        | Rit | Rit | 6   | 9   | Rit | NPQ | NPQ | Rit | 8   | 12  | Rit | 6   | 8   | Rit | 5   | Rit | 4       |
| 20   | Satoru Nakajima       | 8   | NC  | NQ  | Rit | Rit | NQ  | Rit | 8   | Rit | Rit | NQ  | 10* | 7   | Rit | Rit | 4   | 3       |
| 21   | Christian Danner      | 14* | NQ  | NQ  | 12  | 4   | 8   | NQ  | NQ  | NQ  | NQ  | NQ  | NQ  | NQ  |     |     |     | 3       |
| 22   | Emanuele Pirro        |     |     |     |     |     |     | 9   | 11  | Rit | 8   | 10  | Rit | Rit | Rit | Rit | 5   | 2       |
| 23   | René Arnoux           | NQ  | NQ  | 12  | 14  | NQ  | 5   | Rit | NQ  | 11  | NQ  | Rit | 9   | 13  | NQ  | NQ  | Rit | 2       |
| 24   | Jonathan Palmer       | 7   | 6   | 9   | Rit | 9*  | Rit | 10  | Rit | Rit | 13  | 14  | Rit | 6   | 10  | Rit | NQ  | 2       |
| 25   | Olivier Grouillard    | 9   | SQ  | Rit | 8   | NQ  | NQ  | 6   | 7   | Rit | NQ  | 13  | Rit | NQ  | Rit | Rit | Rit | 1       |
| 26   | Gabriele Tarquini     |     | 8   | Rit | 6   | 7*  | Rit | Rit | NQ  | NPQ | NPQ | NPQ | NPQ | NPQ | NPQ | NPQ | NPQ | 1       |
| 27   | Luis Perez-Sala       | Rit | Rit | Rit | NQ  | Rit | Rit | NQ  | 6   | NQ  | Rit | 15  | 8   | 12  | Rit | Rit | NQ  | 1       |
| 28   | Philippe Alliot       | 12  | Rit | Rit | NC  | Rit | Rit | Rit | Rit | Rit | NPQ | 16* | Rit | 9   | 6   | Rit | Rit | 1       |
| -    | Ivan Capelli          | Rit | Rit | 11  | Rit | Rit | Rit | Rit | Rit | Rit | Rit | 12  | Rit | Rit | Rit | Rit | Rit | 0       |
| -    | Éric Bernard          |     |     |     |     |     |     | 11  | Rit |     |     |     |     |     |     |     |     | 0       |
| -    | Bertrand Gachot       | NPQ | NPQ | NPQ | NPQ | NPQ | NPQ | 13* | 12  | NQ  | Rit | Rit | Rit |     |     | NQ  | NQ  | 0       |
| -    | Nicola Larini         | SQ  | 12* | NPQ | NPQ | NPQ | Rit | NPQ | Rit | NPQ | NPQ | NPQ | Rit | NPQ | Rit | Rit | Rit | 0       |
| -    | Martin Donnelly       |     |     |     |     |     |     | 12  |     |     |     |     |     |     |     |     |     | 0       |
| -    | Roberto Moreno        | NQ  | NQ  | Rit | NQ  | NQ  | Rit | NQ  | Rit | NPQ | NPQ | NPQ | NPQ | Rit | NPQ | NPQ | NPQ | 0       |
| -    | Piercarlo Ghinzani    | NPQ | NPQ | NPQ | NPQ | NPQ | NPQ | NPQ | NPQ | NPQ | Rit | NPQ | NPQ | NPQ | Rit | NPQ | Rit | 0       |
| -    | Bernd Schneider       | Rit | NPQ | NPQ | NPQ | NPQ | NPQ | NPQ | NPQ | NPQ | NPQ | NPQ | NPQ | NPQ | NPQ | Rit | Rit | 0       |
| -    | JJ Lehto              |     |     |     |     |     |     |     |     |     |     |     |     | NPQ | Rit | NPQ | Rit | 0       |
| -    | Yannick Dalmas        | NQ  | Rit | NQ  | NQ  | NQ  | NQ  |     | NPQ | NPQ | NPQ | NPQ | NPQ | NPQ | NPQ | NPQ | NPQ | 0       |
| -    | Pierre-Henri Raphanel | NPQ | NPQ | Rit |     | NPQ |     | NPQ | NPQ | NPQ |     | NQ  | NQ  | NQ  | NQ  | NQ  | NQ  | 0       |
| -    | Paolo Barilla         |     |     |     |     |     |     |     |     |     |     |     |     |     |     | Rit |     | 0       |
| -    | Gregor Foitek         | NQ  | NPQ | NPQ | NPQ | NPQ | NPQ | NPQ | NPQ | NPQ | NPQ | NPQ |     |     | NQ  |     |     | 0       |
| -    | Volker Weidler        | NPQ | NPQ | NPQ | NPQ | NPQ | NPQ | NPQ | NPQ | SQ  | NQ  |     |     |     |     |     |     | 0       |
| -    | Aguri Suzuki          | NPQ | NPQ | NPQ | NPQ | NPQ | NPQ | NPQ | NPQ | NPQ | NPQ | NPQ | NPQ | NPQ | NPQ | NPQ | NPQ | 0       |
| -    | Joachim Winkelhock    | NPQ | NPQ | NPQ | NPQ | NPQ | NPQ | NPQ |     |     |     |     |     |     |     |     |     | 0       |
| -    | Oscar Larrauri        |     |     |     |     |     |     |     |     |     |     |     | NPQ | NPQ | NPQ | NPQ | NPQ | 0       |
| -    | Enrico Bertaggia      |     |     |     |     |     |     |     |     |     |     | NPQ | NPQ | NPQ | NPQ | NPQ | NPQ | 0       |
| Pos. | Pilota                |     |     |     |     |     |     |     |     |     |     |     |     |     |     |     |     | Punti   |

| Legenda | 1º posto     | 2º posto | 3º posto    | A punti         | Senza punti/Non class.  | Grassetto – Pole position Corsivo – Giro più veloce |
| Legenda | Squalificato | Ritirato | Non partito | Non qualificato | Solo prove/Terzo pilota | Grassetto – Pole position Corsivo – Giro più veloce |

* Indica quei piloti che non hanno terminato la gara ma sono ugualmente classificati avendo coperto, come previsto dal regolamento, almeno il 90% della distanza totale.
- Nel conteggio punti per il Campionato Piloti valgono solo i migliori 11 risultati. Nella colonna Punti sono indicati i punti effettivamente validi per il Campionato, tra parentesi i punti totali conquistati.

### Classifica costruttori
| Posizione | Costruttore                  | Pilota     | BRA | SMR | MON | MEX | USA | CAN | FRA | GBR | GER | UNG | BEL | ITA | POR | SPA | GIA | AUS | Punti |
| --------- | ---------------------------- | ---------- | --- | --- | --- | --- | --- | --- | --- | --- | --- | --- | --- | --- | --- | --- | --- | --- | ----- |
| 1         | McLaren-Honda                | Senna      | 11  | 1   | 1   | 1   | Rit | 7*  | Rit | Rit | 1   | 2   | 1   | Rit | Rit | 1   | SQ  | Rit | 141   |
| 1         | McLaren-Honda                | Prost      | 2   | 2   | 2   | 5   | 1   | Rit | 1   | 1   | 2   | 4   | 2   | 1   | 2   | 3   | Rit | Rit | 141   |
| 2         | Williams-Renault             | Boutsen    | Rit | 4   | 10  | Rit | 6   | 1   | Rit | 10  | Rit | 3   | 4   | 3   | Rit | Rit | 3   | 1   | 77    |
| 2         | Williams-Renault             | Patrese    | Rit | Rit | 15  | 2   | 2   | 2   | 3   | Rit | 4   | Rit | Rit | 4   | Rit | 5   | 2   | 3   | 77    |
| 3         | Ferrari                      | Mansell    | 1   | Rit | Rit | Rit | Rit | SQ  | 2   | 2   | 3   | 1   | 3   | Rit | SQ  | ES  | Rit | Rit | 59    |
| 3         | Ferrari                      | Berger     | Rit | Rit | INF | Rit | Rit | Rit | Rit | Rit | Rit | Rit | Rit | 2   | 1   | 2   | Rit | Rit | 59    |
| 4         | Benetton-Ford                | Nannini    | 6   | 3   | 8   | 4   | Rit | SQ  | Rit | 3   | Rit | Rit | 5   | Rit | 4   | Rit | 1   | 2   | 39    |
| 4         | Benetton-Ford                | Herbert    | 4   | 11  | 14  | 15  | 5   | NQ  |     |     |     |     |     |     |     |     |     |     | 39    |
| 4         | Benetton-Ford                | Pirro      |     |     |     |     |     |     | 9   | 11  | Rit | 8   | 10  | Rit | Rit | Rit | Rit | 5   | 39    |
| 5         | Tyrrell-Ford                 | Palmer     | 7   | 6   | 9   | Rit | 9*  | Rit | 10  | Rit | Rit | 13  | 14  | Rit | 6   | 10  | Rit | NQ  | 16    |
| 5         | Tyrrell-Ford                 | Alboreto   | 10  | NQ  | 5   | 3   | Rit | Rit |     |     |     |     |     |     |     |     |     |     | 16    |
| 5         | Tyrrell-Ford                 | Alesi      |     |     |     |     |     |     | 4   | Rit | 10  | 9   |     | 5   |     | 4   | Rit | Rit | 16    |
| 5         | Tyrrell-Ford                 | Herbert    |     |     |     |     |     |     |     |     |     |     | Rit |     | NQ  |     |     |     | 16    |
| 6         | Lotus-Judd                   | Piquet     | Rit | Rit | Rit | 11  | Rit | 4   | 8   | 4   | 5   | 6   | NQ  | Rit | Rit | 8   | 4   | Rit | 15    |
| 6         | Lotus-Judd                   | Nakajima   | 8   | NC  | NQ  | Rit | Rit | NQ  | Rit | 8   | Rit | Rit | NQ  | 10* | 7   | Rit | Rit | 4   | 15    |
| 7         | Arrows-Ford                  | Warwick    | 5   | 5   | Rit | Rit | Rit | Rit |     | 9   | 6   | 10  | 6   | Rit | Rit | 9   | 6   | Rit | 13    |
| 7         | Arrows-Ford                  | Donnelly   |     |     |     |     |     |     | 12  |     |     |     |     |     |     |     |     |     | 13    |
| 7         | Arrows-Ford                  | Cheever    | Rit | 9   | 7   | 7   | 3   | Rit | 7   | NQ  | 12  | 5   | Rit | NQ  | Rit | Rit | 8   | Rit | 13    |
| 8         | Dallara Scuderia Italia-Ford | Caffi      | NPQ | 7   | 4   | 13  | Rit | 6   | Rit | NPQ | Rit | 7   | Rit | 11* | Rit | Rit | 9   | Rit | 8     |
| 8         | Dallara Scuderia Italia-Ford | De Cesaris | 13* | 10  | 13  | Rit | 8*  | 3   | NQ  | Rit | 7   | Rit | 11  | Rit | Rit | 7   | 10  | Rit | 8     |
| 9         | Brabham-Judd                 | Brundle    | Rit | Rit | 6   | 9   | Rit | NPQ | NPQ | Rit | 8   | 12  | Rit | 6   | 8   | Rit | 5   | Rit | 8     |
| 9         | Brabham-Judd                 | Modena     | Rit | Rit | 3   | 10  | Rit | Rit | Rit | Rit | Rit | 11  | Rit | NQ  | 14  | Rit | Rit | 8   | 8     |
| 10        | Onyx - Ford                  | Johansson  | NPQ | NPQ | NPQ | Rit | Rit | SQ  | 5   | NPQ | Rit | Rit | 8   | NPQ | 3   | NPQ | NPQ | NPQ | 6     |
| 10        | Onyx - Ford                  | Gachot     | NPQ | NPQ | NPQ | NPQ | NPQ | NPQ | 13* | 12  | NQ  | Rit | Rit | Rit |     |     |     |     | 6     |
| 10        | Onyx - Ford                  | Lehto      |     |     |     |     |     |     |     |     |     |     |     |     | NPQ | Rit | NPQ | Rit | 6     |
| 11        | Minardi-Ford                 | Martini    | Rit | Rit | Rit | Rit | Rit | Rit | Rit | 5   | 9   | Rit | 9   | 7   | 5   | Rit |     | 6   | 6     |
| 11        | Minardi-Ford                 | Barilla    |     |     |     |     |     |     |     |     |     |     |     |     |     |     | Rit |     | 6     |
| 11        | Minardi-Ford                 | Pérez-Sala | Rit | Rit | Rit | NQ  | Rit | Rit | NQ  | 6   | NQ  | Rit | 15  | 8   | 12  | Rit | Rit | NQ  | 6     |
| 12        | March - Judd                 | Gugelmin   | 3   | Rit | Rit | NQ  | Rit | Rit | NC  | Rit | Rit | Rit | 7   | Rit | 10  | Rit | 7   | 7   | 4     |
| 12        | March - Judd                 | Capelli    | Rit | Rit | 11  | Rit | Rit | Rit | Rit | Rit | Rit | Rit | 12  | Rit | Rit | Rit | Rit | Rit | 4     |
| 13        | Rial - Ford                  | Danner     | 14* | NQ  | NQ  | 12  | 4   | 8   | NQ  | NQ  | NQ  | NQ  | NQ  | NQ  | NQ  |     |     |     | 3     |
| 13        | Rial - Ford                  | Foitek     |     |     |     |     |     |     |     |     |     |     |     |     |     | NQ  |     |     | 3     |
| 13        | Rial - Ford                  | Gachot     |     |     |     |     |     |     |     |     |     |     |     |     |     |     | NQ  | NQ  | 3     |
| 13        | Rial - Ford                  | Weidler    | NPQ | NPQ | NPQ | NPQ | NPQ | NPQ | NPQ | NPQ | SQ  | NQ  |     |     |     |     |     |     | 3     |
| 13        | Rial - Ford                  | Raphanel   |     |     |     |     |     |     |     |     |     |     | NQ  | NQ  | NQ  | NQ  | NQ  | NQ  | 3     |
| 14        | Ligier-Ford                  | Arnoux     | NQ  | NQ  | 12  | 14  | NQ  | 5   | Rit | NQ  | 11  | NQ  | Rit | 9   | 13  | NQ  | NQ  | Rit | 3     |
| 14        | Ligier-Ford                  | Grouillard | 9   | SQ  | Rit | 8   | NQ  | NQ  | 6   | 7   | Rit | NQ  | 13  | Rit | NQ  | Rit | Rit | Rit | 3     |
| 15        | AGS-Ford                     | Tarquini   |     | 8   | Rit | 6   | 7*  | Rit | Rit | NQ  | NPQ | NPQ | NPQ | NPQ | NPQ | NPQ | NPQ | NPQ | 1     |
| 15        | AGS-Ford                     | Winkelhock | NPQ | NPQ | NPQ | NPQ | NPQ | NPQ | NPQ |     |     |     |     |     |     |     |     |     | 1     |
| 15        | AGS-Ford                     | Dalmas     |     |     |     |     |     |     |     | NPQ | NPQ | NPQ | NPQ | NPQ | NPQ | NPQ | NPQ | NPQ | 1     |
| 16        | Lola Larrousse-Lamborghini   | Dalmas     | NQ  | Rit | NQ  | NQ  | NQ  | NQ  |     |     |     |     |     |     |     |     |     |     | 1     |
| 16        | Lola Larrousse-Lamborghini   | Bernard    |     |     |     |     |     |     | 11  | Rit |     |     |     |     |     |     |     |     | 1     |
| 16        | Lola Larrousse-Lamborghini   | Alboreto   |     |     |     |     |     |     |     |     | Rit | Rit | Rit | Rit | 11  | NPQ | NQ  | NPQ | 1     |
| 16        | Lola Larrousse-Lamborghini   | Alliot     | 12  | Rit | Rit | NC  | Rit | Rit | Rit | Rit | Rit | NPQ | 16* | Rit | 9   | 6   | Rit | Rit | 1     |
| 17        | Osella-Ford                  | Larini     | SQ  | 12* | NPQ | NPQ | NPQ | Rit | NPQ | Rit | NPQ | NPQ | NPQ | Rit | NPQ | Rit | Rit | Rit | 0     |
| 17        | Osella-Ford                  | Ghinzani   | NPQ | NPQ | NPQ | NPQ | NPQ | NPQ | NPQ | NPQ | NPQ | Rit | NPQ | NPQ | NPQ | Rit | NPQ | Rit | 0     |
| 18        | Coloni-Ford                  | Moreno     | NQ  | NQ  | Rit | NQ  | NQ  | Rit | NQ  | Rit | NPQ | NPQ | NPQ | NPQ | Rit | NPQ | NPQ | NPQ | 0     |
| 18        | Coloni-Ford                  | Raphanel   | NPQ | NPQ | Rit | NPQ | NPQ | NPQ | NPQ | NPQ | NPQ | NPQ |     |     |     |     |     |     | 0     |
| 18        | Coloni-Ford                  | Bertaggia  |     |     |     |     |     |     |     |     |     |     | NPQ | NPQ | NPQ | NPQ | NPQ | NPQ | 0     |
| 19        | Zakspeed-Yamaha              | Schneider  | Rit | NPQ | NPQ | NPQ | NPQ | NPQ | NPQ | NPQ | NPQ | NPQ | NPQ | NPQ | NPQ | NPQ | Rit | NPQ | 0     |
| 19        | Zakspeed-Yamaha              | Suzuki     | NPQ | NPQ | NPQ | NPQ | NPQ | NPQ | NPQ | NPQ | NPQ | NPQ | NPQ | NPQ | NPQ | NPQ | NPQ | NPQ | 0     |
| 20        | EuroBrun-Judd                | Foitek     | NQ  | NPQ | NPQ | NPQ | NPQ | NPQ | NPQ | NPQ | NPQ | NPQ | NPQ |     |     |     |     |     | 0     |
| 20        | EuroBrun-Judd                | Larrauri   |     |     |     |     |     |     |     |     |     |     |     | NPQ | NPQ | NPQ | NPQ | NPQ | 0     |
| Posizione | Costruttore                  | Pilota     | BRA | SMR | MON | MEX | USA | CAN | FRA | GBR | GER | UNG | BEL | ITA | POR | SPA | GIA | AUS | Punti |

## Statistiche

### Statistiche costruttori
| Pos. | Costruttore      | Vettura      | Motore             | Gomme | Punti | Vittorie | Podi | Poles |
| ---- | ---------------- | ------------ | ------------------ | ----- | ----- | -------- | ---- | ----- |
| 1    | McLaren-Honda    | MP4/5        | Honda RA109E       | G     | 141   | 10       | 18   | 15    |
| 2    | Williams-Renault | FW12C FW13   | Renault RS1        | G     | 77    | 2        | 11   | 1     |
| 3    | Ferrari          | 640          | Ferrari 035/5      | G     | 59    | 3        | 9    |       |
| 4    | Benetton-Ford    | B188 B189    | Ford DFR Ford HBA1 | G     | 39    | 1        | 4    |       |
| 5    | Tyrrell-Ford     | 017B 018     | Ford DFR           | G     | 16    |          | 1    |       |
| 6    | Lotus-Judd       | 101          | Judd CV            | G     | 15    |          |      |       |
| 7    | Arrows-Ford      | A11          | Ford DFR           | G     | 13    |          | 1    |       |
| 8    | Dallara-Ford     | F189         | Ford DFR           | P     | 8     |          | 1    |       |
| 9    | Brabham-Judd     | BT58         | Judd CV            | P     | 8     |          | 1    |       |
| 10   | Onyx-Ford        | ORE-1        | Ford DFR           | G     | 6     |          | 1    |       |
| 11   | Minardi-Ford     | M188B M189   | Ford DFR           | P     | 6     |          |      |       |
| 12   | March-Judd       | 881 CG891    | Judd EV            | G     | 4     |          | 1    |       |
| 13   | Rial-Ford        | ARC2         | Ford DFR           | G     | 3     |          |      |       |
| 14   | Ligier-Ford      | JS33         | Ford DFR           | G     | 3     |          |      |       |
| 15   | AGS-Ford         | JH23B JH24   | Ford DFR           | G     | 1     |          |      |       |
| 16   | Lola-Lamborghini | LC88B LC89   | Lamborghini 3512   | G     | 1     |          |      |       |
| 17   | EuroBrun-Judd    | ER188B ER189 | Judd CV            | P     |       |          |      |       |
| 18   | Osella-Ford      | FA1/M        | Ford DFR           | P     |       |          |      |       |
| 19   | Zakspeed-Yamaha  | 891          | Yamaha OX88        | P     |       |          |      |       |
| 20   | Coloni-Ford      | FC188B C3    | Ford DFR           | P     |       |          |      |       |